# Влаха
Влаха (рум. Vlaha) — село у повіті Клуж в Румунії. Входить до складу комуни Севедісла.
Село розташоване на відстані 324 км на північний захід від Бухареста, 14 км на південний захід від Клуж-Напоки.

## Населення
За даними перепису населення 2002 року у селі проживали 880 осіб.
Національний склад населення села:
| Національність | Кількість осіб | Відсоток |
| -------------- | -------------- | -------- |
| угорці         | 858            | 97,5%    |
| румуни         | 20             | 2,3%     |

Рідною мовою назвали:
| Мова      | Кількість осіб | Відсоток |
| --------- | -------------- | -------- |
| угорська  | 857            | 97,4%    |
| румунська | 21             | 2,4%     |